# Sturnira lilium
Sturnira lilium é uma espécie de morcego da família Phyllostomidae descrita por É. Geoffroy, em 1810. Popularmente, morcegos do gênero Sturnira costumam ser chamados de Morcegos-de-ombro-amarelo, graças à coloração característica de seus ombros.

## Distribuição
Estudos recentes vêm demonstrando que a espécie é restrita à região central, sudeste e sul da América do Sul, incluindo os biomas Cerrado, Mata Atlântica, Caatinga, Pantanal, Pampa e Chaco, bem como algumas áreas da Amazônia.
Por muito tempo, acreditou-se que a distribuição da espécie englobava também o norte da América do sul e a América Central, mas Velazco e Patterson, em um abrangente estudo, mostraram que indivíduos destas regiões pertencem à outras espécies do gênero Sturnira, algumas delas ainda não descritas.

## Ecologia
Morcegos da subfamília Stenodermatinae, incluindo Sturnira lilium, são importantes dispersores de sementes, graças ao seu hábito alimentar quase que exclusivamente frugívoro.
As glândulas presentes em seus ombros liberam odores característicos, provavelmente associados à feromônios sexuais.
Quando comparado à outros morcegos de sua família, Sturnira lilium parece ser particularmente mais resistente à climas frios, mas as causas para essa tolerância ainda não são conhecidas.

## Dieta
Mello (2006) listou 28 famílias e 83 espécies de plantas na dieta de Sturnira lilium, com base na literatura e seu próprio estudo. Dentre estas, destaca-se a forte preferência destes morcegos aos frutos de Solanáceas, e em menor grau, aos frutos de Piperáceas, Urticáceas, Bombanáceas e Moráceas.

## Parasitas
Morcegos costumam ser parasitados por diversas espécies de insetos. Muitas vezes, a relação é tão forte que algumas espécies de insetos são encontradas exclusivamente em determinada espécie de morcego. Dentre os parasitas já encontrados em Sturnira lilium, destacam-se Aspidoptera falcata, Megistopoda proxima, Trichobius, entre outros.